# Литтл, Иан
Иан Малкольм Дэвид Литтл (англ. Ian Malcolm David Little; 1918, Регби — 2012) — английский экономист, педагог.
Учился (доктор философии, 1949) и преподавал в Оксфорде. Кавалер ордена Британской империи. Являлся советником Всемирного банка и членом комиссии ООН по планированию развития.

## Основные произведения
- «Критика экономики благосостояния» (A Critique of Welfare Economics, 1950);
- «Цена топлива» (The Price of Fuel, 1953);
- «Экономическое развитие» (Economic Development, 1982);
- «Этика, экономика и политика: некоторые принципы государственной политики» (Ethics, Economics, and Politics: Some Principles of Public Policy, 2002).